# Cuaespinós alanegre
El cuaespinós alanegre (Synallaxis cherriei) és una espècie d'ocell de la família dels furnàrids (Furnariidae).
Habita el sotabosc a boscos i sabanes, per l'est dels Andes, a l'est dEquador, est de Perú i sud-oest del Brasil.